# ハッピーアワーシアター
ハッピーアワーシアター（HAPPY HOUR THEATRE）は、2013年12月中旬からベースメントモンスター王子で開催されているAV女優によるオンライン配信型ライブ劇場のことである。企画・運営は株式会社ジャパンライス。

## 概要
『世界に誇る日本のエンターテイメント』というコンセプトの元、アダルト偏重の従来型のAV女優のイベントとは一線を画し、歌やダンスやトークなど、自身の得意とする様々なパフォーマンスを披露する場である。なお、劇場の綴りは秩序と格式を重んじるため、アメリカ式表記の Theater ではなく、イギリス式表記の Theatre を使用している。

## 主な出演者 （順不同）
| 日時                                     | モデル名 |
| ---------------------------------------- | --- |
| 2013年 12月 19日（木）（プレリリース日） | - 北川エリカ - 北川杏樹 - 桐生さくら - 白石茉莉奈 - 二宮沙樹 - 宮下つばさ - 瑠川リナ - 篠宮ゆり - 羽月希 - 橘ひなた - 蓮実クレア - 湊莉久                             |
| 2013年 12月 20日（金）                   | - 青山菜々 - 日高ゆりあ - 加納綾子 - 大塚まゆ - 彩 - 美月 - 糸井仁美 - 宮下つばさ - 桐生さくら - 大桃りさ - 樹絵里                                                    |
| 2013年 12月 21日（土）                   | - 天野小雪 - 市波るい - 高梨真央 - 里久菜 - 樹林れもん - 今井花菜 - 睦見しほ - 初美沙希 - 結城リナ - 日高ゆりあ - 絵原ゆりあ - 愛代さやか - 美月 - 桂木ゆに           |
| 2013年 12月 24日（火）                   | - 結城リナ - 日高ゆりあ - 高木愛美 - 及川はるな - 樹林れもん - 相田雫 - 神谷まり - 香山蘭 - 芦屋静香 - 羽月希 - 大崎みか - 彩城ゆりな - 姫野未来 - 長谷川しずく       |
| 2013年 12月 25日（水）                   | - 大沢まどか - 天野小雪 - 樹林れもん - 神谷まり - このは舞衣 - 青木みゆ - PINKEY - 白石茉莉奈                                                                         |
| 2013年 12月 27日（木）                   | - 大沢まどか - 姫野ありさ - 糸井仁美 - 香月リオン - 樹林れもん - 相田雫 - 祐花凛 - 愛美希保 - 香椎りおん - 丘咲エミリ - 蓮実クレア - 愛代さやか - 大城かえで - 成宮梓 |
| 2014年 1月 6日（月）                     | - 宮下ちはる - 結城リナ - 羽月希 - 大沢まどか - さくら - 夏目葵 - 樹林れもん - このは舞衣 - 香椎りおん - 天野小雪 - 日高ゆりあ - 藍花                                 |
| 2014年 1月 7日（火）                     | - 杏美月 - 樹林れもん - このは舞衣 - 夏目葵 - 楓乃々花 - 真鍋あゆみ - 佳苗るか - 日高ゆりあ - 美月 - 生駒はるな                                                       |
| 2014年 1月 8日（水）                     | - 初芽里奈 - 樹林れもん - 香椎りおん - 青木みゆ - 成宮梓 - 白石茉莉奈 - 水澤りの - 北川杏樹                                                                           |
| 2014年 1月 9日（木）                     | - 蓮実クレア - 原美織 - 山崎あき - 樹林れもん - 高木愛実 - 永島友紀恵 - 睦見しほ - 結城リナ - 藍花 - 青木みゆ                                                         |
| 2014年 1月 10日（金）                    | - 赤西涼 - 真木今日子 - 横山夏希 - 立花はるみ - 尾島みゆき - 美月 - 絵原ゆきな                                                                                        |
| 2014年 1月 13日（月）                    | - 山崎あき - 大崎美香 - 相葉レイカ - 早乙女らぶ - 松下美雪 - 木嶋ゆり - 生駒はるな                                                                                    |
| 2014年 1月 14日（火）                    | - 篠田ゆう - 沙籐ゆり - 野口まりや - 松下美雪 - 美月 - 丘咲エミリ - 結城リナ - 綾見ひかる                                                                             |
| 2014年 1月 15日（水）                    | - 彩城ゆりな - このは舞衣 - 山崎あき - 琥珀うた - 大城かえで - 青山愛 - 北川杏樹                                                                                      |
| 2014年 1月 16日（木）                    | - 一条綺美香 - 水澤りの - このは舞衣 - 横山美希 - 高木愛美 - 湊莉久（クレイジートマト） - 吉川いと（クレイジートマト）                                                |
| 2014年 1月 17日（金）                    | - 白木優子 - 水澤りの - 大沢まどか - 椿かなり - 姫乃未来 - 香椎りおん] - 美月                                                                                         |
| 2014年 1月 21日（火）                    | - 横山夏希 - 生駒はるな - 冬瀬ゆら - 姫乃未来 - 神咲詩織 - 結城リナ - 蓮美かな                                                                                        |
| 2014年 1月 22日（水）                    | - 大城かえで - 水希杏 - 雨宮ほのか - 姫乃未来 - 相田雫 - 未来 - 絵原ゆきな                                                                                            |
| 2014年 1月 23日（木）                    | - 結城リナ - 愛原ゆあ - 沢村れいか - 小向井桃香 - 荒牧しおり - きみの歩美 - 山崎あき                                                                                  |
| 2014年 2月 3日（月）                     | - 白木優子 - 二宮沙樹 - 山崎あき - みおり舞衣 |
| 2014年 2月 4日（火）                     | - 藍花 - 星美りか - 夏川エリカ |
| 2014年 2月 5日（水）                     | - 川上ゆう - 水澤りの - 桜木郁 - 荒牧しおり |
| 2014年 2月 6日（木）                     | - 結城リナ - 立花さや - 桜川かなこ - 美泉咲 |
| 2014年 2月 7日（金）                     | - 星野ゆず - 藍花 - 佳苗るか - 河西あみ |
| 2014年 2月 10日（月）                    | - 翔田千里 - 希咲あや - 白石茉莉奈 - 宮野ゆかな |
| 2014年 2月 12日（水）                    | - 白木優子 - 藍花 - 綾見ひかる - 早乙女らぶ - 蓮美クレア |
| 2014年 2月 13日（木）                    | - 白木優子 - 琥珀うた - 阿部乃ミク - さとう遥希 |
| 2014年 2月 14日（金）                    | - 翔田千里 - 月美弥生 - 浜崎りお - あおな結衣 |
| 2014年 2月 16日（日）                    | - 沙倉くるみ - 吉川あいみ - 藍花 - 天海はるか |
| 2014年 2月 17日（月）                    | - 成田愛 - 冴木琴美 - 真木今日子 - 雨宮める |
| 2014年 2月 18日（火）                    | - 柚月あい - 藍花 - 彩月みほ - 山崎あき |
| 2014年 2月 19日（水）                    | - 白木優子 - 長澤あずさ - 日高ゆりあ - 黒木歩（宮村恋） |
| 2014年 2月 23日（日）                    | - あいださくら - 原美織 - 荒牧しおり |
| 2014年 3月 3日（月）                     | - きみの歩美 - 植田陽菜 - 日高ゆりあ - 桜木郁 |
| 2014年 3月 4日（火）                     | - 神咲詩織 - 結城リナ - 南せりな - 橘優菜 |
| 2014年 3月 5日（水）                     | - 藍花 - 青山菜々 - 楓乃々花 - 美月 |
| 2014年 3月 6日（木）                     | - 川村まや - 白木優子 - 成宮梓 - 菅野いちは |
| 2014年 3月 7日（金）                     | - 秋山祥子 - 結城リナ - 美泉咲 - 希咲あや |
| 2014年 3月 9日（日）                     | - 藍花 - あいださくら - 渋谷美希 - 香椎りおん |
| 2014年 3月 10日（月）                    | - 白木優子 - 椿かなり - 佐伯春菜 - 黒木歩（宮村恋） |
| 2014年 3月 11日（火）                    | - 藍花 - 横山みれい - 原美織（ハラ♡マキ） - 荒牧しおり]（ハラ♡マキ）                                                                                                  |
| 2014年 3月 12日（水）                    | - 羽月希 - 結城リナ - 日高ゆりあ - 若林美保 |
| 2014年 3月 13日（木）                    | - 水澤りの - 二宮沙樹 - 宮野ゆかな - 星まりあ |
| 2014年 3月 14日（金）                    | - 藍花 - まりか - みおり舞 - 小司あん |
| 2014年 3月 17日（月）                    | - 藍花 - 秋野千尋 - 椎名みゆ - 橘優菜 |
| 2014年 3月 18日（火）                    | - 結城リナ - 横山夏希 - 綾見ひかる - 範田紗々 |
| 2014年 3月 19日（水）                    | - 白木優子 - 綾瀬なるみ - 蓮実クレア - 彩城ゆりな |
| 2014年 3月 20日（木）                    | - 藍花 - 白石茉莉奈 - 涼風ことの - 高沢沙耶 |
| 2014年 3月 24日（月）                    | - 白木優子 - 里森みほ - 長澤あずさ（マキアーズ） - 真木今日子（マキアーズ）                                                                                           |
| 2014年 3月 26日（水）                    | - 朝倉ことみ - 結城リナ - 北川杏樹 - 黒木歩（宮村恋） |
| 2014年 3月 27日（木）                    | - 早乙女らぶ - 結城リナ - 大崎美佳 - 植松やすか |
| 2014年 3月 28日（金）                    | - 白木優子 - 青木みゆ - 湊莉久（クレイジートマト） - 吉川いと（クレイジートマト）                                                                                     |